# 요지경

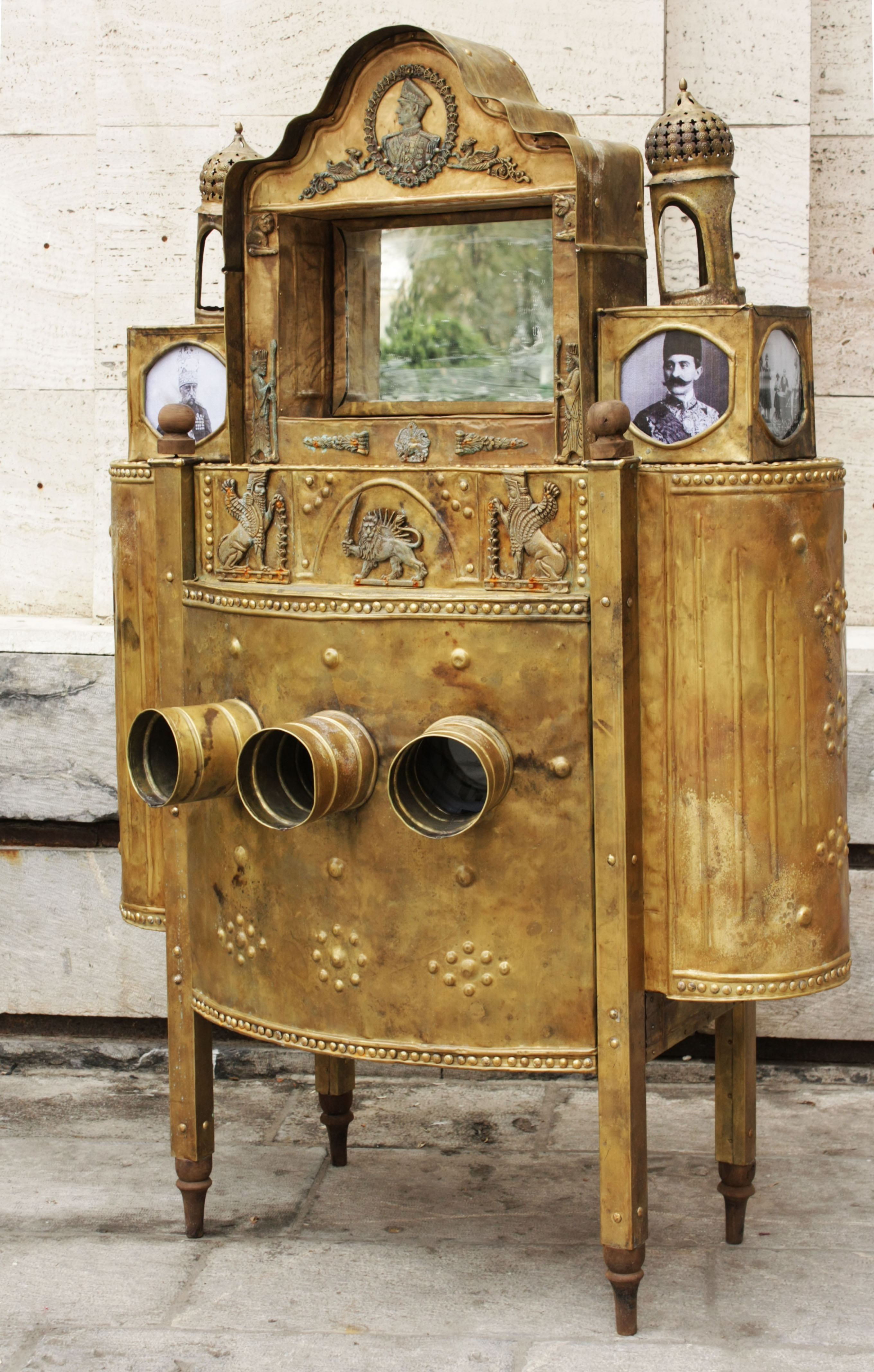
이란의 요지경.

요지경(瑤池鏡, Raree show)은 장난감의 하나로 렌즈를 장치하고 그 속의 이미지를 돌리면서 보는 것이다. 요지(瑤池)는 원래 《목천자전》에 나오는 상상의 장소다.

## 관련 논문
- 이정하, 〈서왕모(西王母)의 요지연(瑤池宴)에서 〈세상은 요지경(瑤池鏡)〉까지: 한국 문화에 나타난 ‘요지’의 표상〉, 《아시아 리뷰》 13-1(통권 27), 서울대학교 아시아 연구소, 2023년

## 같이 보기
- 만화경